# Cameron, Texas
Cameron là một thành phố thuộc quận Milam, tiểu bang Texas, Hoa Kỳ. Năm 2010, dân số của xã này là 5552 người.

## Dân số
- Dân số năm 2000: 5634 người.
- Dân số năm 2010: 5552 người.